# فيفيان بونيل
فيفيان بونيل (بالإنجليزية: Vivian Bonnell)‏ هي مغنية وممثلة أمريكية، ولدت في 23 مايو 1924 في أنتيغوا في أنتيغوا وباربودا، وتوفيت في 18 نوفمبر 2003 في لوس أنجلوس في الولايات المتحدة بسبب السكري.

## وصلات خارجية
- فيفيان بونيل على موقع IMDb (الإنجليزية)
- فيفيان بونيل على موقع قاعدة بيانات برودواي على الإنترنت (الإنجليزية)
- فيفيان بونيل على موقع قاعدة بيانات الفيلم (الإنجليزية)